# Roger Lumont
Roger Lumont est un acteur et directeur artistique français, né le 21 février 1934 aux Lilas (Seine-Saint-Denis).

## Biographie
Avant de devenir acteur, Roger Lumont a occupé de nombreux petits emplois jusqu'au jour où il décide de se consacrer à la comédie. Il s'inscrit pour suivre des cours de théâtre puis intègre le Cours Simon en 1960.
En 1963, il en sort avec le « premier prix Marcel Achard », la même année que Caroline Cellier. Cette récompense lui permet d'être rapidement engagé dans La Grosse Valse de Robert Dhéry, aux côtés de Louis de Funès. Plus tard, il a l'occasion de jouer au festival du théâtre d'Edimbourg, une grande expérience qui lui permettra d'être plus sélectif dans ses choix de rôles.
Il poursuit sa carrière au cinéma et enchaîne de nombreux seconds rôles, notamment dans Le Gendarme à New York, La Grande Lessive (!), Le Clan des Siciliens, Tout le monde il est beau, tout le monde il est gentil et joue dans six films de Jean-Pierre Mocky, devenant ainsi pour ce dernier un second rôle régulier. Il incarne aussi des rôles principaux dans les films Le Franc-tireur et Le Voleur de feuilles.
En parallèle, vers la fin des années 1960, il fait ses débuts dans le doublage. Au fil de ses rencontres et de son travail, il s'est vite démarqué et s'est rapidement fait une place dans le milieu. Il devient alors une voix régulière des séries télévisées et d'animation. Il a notamment doublé plusieurs centurions lors de quatre films de la franchise Astérix, en doublant deux des personnages principaux du film d'animation Fievel et le Nouveau Monde, Papa Souriskewitz et Boniface-de-Rat, où le résultat a été si concluant qu'il a été retenu pour doubler les deux personnages.
Étant bilingue, il a également joué dans des films américains comme Guerre et Amour de Woody Allen ou encore Mayerling de Terence Young et a participé à plusieurs synchros en version originale (comme Monsieur Jo dans Jo (1971) de Jean Girault ou encore un chauffeur de taxi dans Marathon Man de John Schlesinger).
À la fin des années 1980, Roger Lumont décide de ralentir les tournages et le doublage pour s'orienter vers une autre branche du métier, la direction artistique. Il s'occupe alors de plusieurs séries télévisées pour la société Synchro France (comme Inspecteur Frost, New York, police judiciaire, etc.).

## Théâtre

### Comédien
- 1964 : Richard III de William Shakespeare, mise en scène Jean Anouilh et Roland Piétri, Théâtre Montparnasse
- 1966 : À Memphis il y a un homme d'une force prodigieuse de Jean Audureau, mise en scène Antoine Bourseiller, Festival du Marais
- 1967 : Les Girafes de Richard Bohringer, mise en scène Philippe Rouleau, Théâtre de la Gaîté-Montparnasse

### Metteur en scène
- 1977 : Éclairage indirect de Guy Zilberstein, Théâtre de l'Œuvre

## Filmographie

### Cinéma
- 1963 : Le Train (The Train) de John Frankenheimer et Bernard Farrel : un mécanicien
- 1964 : Lucky Jo de Michel Deville : un chauffeur de la police
- 1965 : Les malabars sont au parfum de Guy Lefranc : un secrétaire d'état
- 1965 : Fantomas se déchaîne d'André Hunebelle : un inspecteur
- 1965 : Paris brûle-t-il ? de René Clément : Jade Amicol
- 1965 : Le Gendarme à New York de Jean Girault : le réceptionniste bilingue de l'hôtel
- 1966 : Comment voler un million de dollars (How to steal a million) de William Wyler
- 1966 : La Nuit des généraux (The night of the generals) d'Anatole Litvak
- 1966 : Le Grand Restaurant de Jacques Besnard : un dineur
- 1966 : Technique d'un meurtre (Tecnica di un omicidio) de Francesco Prosperi
- 1967 : Sept fois femme (Woman times seven) de Vittorio De Sica : M. Nossereau
- 1967 : Mayerling (Mayerling) de Terence Young : l'inspecteur Losch
- 1967 : Coplan sauve sa peau d'Yves Boisset : Le "Glouton"
- 1968 : Sexyrella de Claude Mulot
- 1968 : L'Auvergnat et l'Autobus de Guy Lefranc : un homme d'affaires
- 1968 : Paris n'existe pas de Robert Benayoun
- 1968 : Catherine, il suffit d'un amour de Bernard Borderie
- 1968 : Le Grand Cérémonial de Pierre-Alain Jolivet : l'homme du train
- 1968 : Le Cerveau de Gérard Oury : le patron de la boutique
- 1968 : Slogan de Pierre Grimblat : l'avocat
- 1968 : La Grande Lessive (!) de Jean-Pierre Mocky : le restaurateur auvergnat
- 1969 : Désirella de Jean-Claude Dague : le commissaire de police
- 1969 : Le Portrait de Marianne de Daniel Goldenberg
- 1969 : L'Étalon de Jean-Pierre Mocky : un député
- 1969 : Cran d'arrêt d'Yves Boisset : le gros danseur
- 1969 : La Dame dans l'auto avec des lunettes et un fusil d'Anatole Litvak : n employé de l'hôtel
- 1969 : La Peau de Torpedo de Jean Delannoy : le chauffeur routier
- 1969 : Solo de Jean-Pierre Mocky : le garçon de café indicateur
- 1969 : Les Femmes de Jean Aurel : le passager du train
- 1969 : Le Clan des Siciliens d'Henri Verneuil : le patron de l'hôtel de passe
- 1969 : Tout peut arriver de Philippe Labro
- 1970 : Dernier Domicile connu de José Giovanni : l'homme du garde-meubles
- 1970 : Tropique du Cancer (Tropic of Cancer) de Joseph Strick : le patron du café
- 1970 : La Débauche de Jean-François Davy
- 1970 : On est toujours trop bon avec les femmes de Michel Boisrond : le patron du pub
- 1970 : Le Sauveur de Michel Mardore : Un homme de Monsieur K
- 1970 : Time for loving
- 1970 : Le Cri du cormoran le soir au-dessus des jonques de Michel Audiard
- 1970 : Le Distrait de Pierre Richard : l'interviewé énervé
- 1970 : Le Mur de l'Atlantique de Marcel Camus : Perry, le cuisinier
- 1970 : Juste avant la nuit de Claude Chabrol : le commissaire Delfeil
- 1970 : Un condé d'Yves Boisset : le gardien
- 1971 : L'Albatros de Jean-Pierre Mocky : le pharmacien
- 1971 : Mais qui donc m'a fait ce bébé ? de Michel Gérard
- 1971 : Chronique d'un couple de Roger Coggio
- 1971 : Le Casse d'Henri Verneuil
- 1971 : Le Viager de Pierre Tchernia : le général Von Scharzenberg
- 1971 : Pouce de Pierre Badel
- 1971 : La Part des lions de Jean Larriaga : le consommateur au bistrot
- 1971 : Le drapeau noir flotte sur la marmite de Michel Audiard : Calibeux
- 1971 : La Michetonneuse de Francis Leroi : le "Gros"
- 1971 : Le Saut de l'ange d'Yves Boisset : Bagur
- 1972 : Tout le monde il est beau, tout le monde il est gentil de Jean Yanne : Jean-Christian Plonquier, le rédacteur en chef
- 1972 : Moi y'en a vouloir des sous de Jean Yanne : un syndicaliste
- 1972 : Na ! de Jacques Martin : le commissaire Joubert
- 1972 : Chacal (The day of the jackal) de Fred Zinnemann
- 1972 : Le Franc-tireur de Jean-Max Causse et Roger Taverne : P'tit Louis
- 1973 : La Gueule de l'emploi de Jacques Rouland : Le faux commerçant
- 1973 : Contre une poignée de diamants (The black windmill) de Don Siegel
- 1973 : Une baleine qui avait mal aux dents de Jacques Bral : Roger
- 1973 : Je sais rien, mais je dirai tout de Pierre Richard
- 1973 : L'Ombre d'une chance de Jean-Pierre Mocky : Burnous
- 1974 : Le Seuil du vide de Jean-François Davy
- 1974 : Borsalino and Co de Jacques Deray : le patron du "bar de la marine"
- 1974 : Guerre et Amour (Love and Death) de Woody Allen : le premier boulanger
- 1975 : Alfie Darling de  Ken Hughes : Pierre
- 1975 : Les Grands Moyens d'Hubert Cornfield : un client de la prostituée (non-crédité)
- 1975 : La Poubelle d'Alain Schlosberg (court métrage)
- 1979 : Bobo la tête de Gilles Katz (inédit)
- 1979 : La Tour Eiffel en otage (The Hostage Tower) de Claudio Guzman
- 1981 : Litan : La Cité des spectres verts de Jean-Pierre Mocky : le commissaire Bolek
- 1982 : Rock and Torah / Le Préféré de Marc-André Grynbaum : Jacques Rochepierre le bougnat
- 1983 : Le Voleur de feuilles de Pierre Trabaud : le "Bélier"
- 1984 : L'expert de Pierre-Henri Salfati
- 1986 : Je hais les acteurs de Gérard Krawczyk : Sloggins
- 2002 : Blanche de Bernie Bonvoisin : le Cardinal Pompini

### Télévision
- 1964 : Les Cinq Dernières Minutes : Quand le vin est tiré… de Claude Loursais
- 1965 : Belphégor ou le Fantôme du Louvre, feuilleton télévisé de Claude Barma
- 1970 : Rendez-vous à Badenberg de Jean-Michel Meurice
- 1974 : Nouvelles de Henry James : Le Banc de la désolation de Claude Chabrol
- 1975 : Les Grands Détectives de Jean-Pierre Decourt : Dr Watson (épisode : Le Signe des quatre)
- 1993 : Nestor Burma (série télévisée), saison 3, épisode 1 : L'homme au sang bleu : Valembert, le chef cuisinier
- 1996 : Highlander de Yves Lafaye : Marco Mastina (saison 4, épisode 17 : L'Immortel Cimoli)
- 2026 : Aytl Jensen fait son show ! de Aytl Jensen: M. Robert (3 épisodes)

## Doublage

### Cinéma

#### Films
- Michael Lerner dans :
  - De l'or au bout de la piste (1979) : Oliver Sternberg
  - Les Nuits de Harlem (1989) : Bugsy Calhoune
  - Mod Squad (1999) : Howard

- M. Emmet Walsh dans :
  - Le Récidiviste (1978) : Earl Frank
  - Sables mortels (1992) : Bert Gibson

- Josh Mostel dans :
  - Radio Days (1987) : Abe
  - Wall Street (1987) : Ollie

- Reginald Veljohnson dans :
  - Piège de cristal (1988) : Sgt. Al Powell
  - 58 minutes pour vivre (1990) : Sgt. Al Powell

- Jon Polito dans :
  - Barton Fink (1991) : Lou Breeze
  - Les Aventures de Rocketeer (1991) : Bigelow

- Noble Willingham dans :
  - Le Dernier Samaritain (1991) : Sheldon « Shelly » Marcone
  - L'Or de Curly : Clay Stone (1994) :

Mais aussi :
- 1963[4] : Le croque-mort s'en mêle : Amos Hinchley (Boris Karloff)
- 1971 : Jo : voix de monsieur Jo
- 1971 : Police Magnum : Medina (Luciano Pigozzi) et Pandro d'Hoffman[Qui ?]
- 1972 : Le Parrain : Peter Clemenza (Richard S. Castellano) (1er et 2e doublages)
- 1972 : Le Métro de la mort : l'inspecteur Richardson (Clive Swift)
- 1973 : Vivre et laisser mourir : Baron Samedi (Geoffrey Holder)
- 1973 : Amarcord : Bongioanni, le prof de sciences naturelles (Francesco Maselli)
- 1973 : Breezy : Bob Henderson (Roger C. Carmel)
- 1974 : Le Nouvel Amour de Coccinelle (Herbie Rides Again) de Robert Stevenson : Un avocat de la deuxième équipe (Irwin Charone)
- 1974 : La Tour infernale : M.. Callahan (John Crawford) (1er doublage)
- 1974 : Conversation secrète : un homme à la fête (Ramon Bieri) (1er doublage)
- 1974 : Truck Turner : Wendell (Wendell Tucker)
- 1975 : Vol au-dessus d'un nid de coucou : Martini (Danny DeVito)
- 1975 : Les Dents de la mer : Frank Pratt (Dick Young) (1er doublage)
- 1975 : La Route de la violence : Clem (Martin Kove)
- 1976 : La Bataille de Midway : Adm. Nobutake Kondo (Conrad Yama)
- 1976 : Le Message : Usurier (Mohammad Al-Gaddary)
- 1976 : La Nuit des vers géants : le chauffeur de bus (Harold Mumm) et un client du café[Qui ?]
- 1976 : La Carrière d'une femme de chambre : le chauffeur de Taxi[Qui ?]
- 1976 : Dynamite Girls : M. Scott (Jack Livingston)
- 1977 : La Ballade de Bruno : le prisonnier Hoss (Michael Gahr)
- 1978 : Superman : le major du premier convoi (Larry Hagman) (1er doublage)
- 1978 : Doux, dur et dingue : le barman du Cartes Place (Guy Way)
- 1978 : Le Jeu de la mort : le chirurgien (Jim James) et le capitaine du bateau (Don Barry) (1er doublage)
- 1978 : En route vers le sud : Le Shérif-Adjoint Hector (John Belushi)
- 1978 : Girlfriends : le chauffeur de taxi (Ken McMillan)
- 1979 : Le Champion : Jeffie (Jeff Blum)
- 1979 : Les Muppets, le film : Lew Lord (Orson Welles) et les voix de Fozzie l'ours, Sam l'aigle et Robin la grenouille
- 1979 : Mélodie meurtrière : Gregorio Sella (Franco Javarone), le gardien de l'opéra[Qui ?] et le patron du bar[Qui ?]
- 1980 : La Chasse : Desher (Mike Starr)
- 1980 : Le Silence qui tue : le sergent Manny Ruggin (Avery Schreiber)
- 1981 : Sans retour : Le trappeur cadien (Brion James)
- 1981 : Sanglantes Confessions : Howard Teckel (Dan Hedaya)
- 1981 : Incubus : Joe Prescott (Harvey Atkin)
- 1981 : L'Homme de Prague : Frank Molton (John Marley)
- 1981 : La Vallée de la mort : le secouriste interpellant le shérif[Qui ?]
- 1982 : Les cadavres ne portent pas de costard : Field Marshall VonKluck (Carl Reiner)
- 1982 : Tron : Crom (Peter Jurasik)
- 1982 : The Thing : Norris (Charles Hallahan)
- 1982 : Victor Victoria : Bernstein (Alex Karras)
- 1982 : Meurtres en 3 dimensions : Harold (Steve Susskind)
- 1982 : Où est passée mon idole ? : l'oncle Morty (Lou Jacobi)
- 1983 : La Forteresse noire : Le Père Fonescu (Robert Prosky)
- 1983 : Tendres Passions : Vernon Delhart (Danny DeVito)
- 1983 : La Valse des pantins : Jonno (Kim Chan (en))
- 1983 : Brainstorm : Robert Jenkins (Alan Fudge)
- 1983 : Quand faut y aller, faut y aller : Tigre (David Huddleston)
- 1984 : Le Flic de Beverly Hills : Inspecteur Foster (Art Kimbro)
- 1984 : Le Meilleur : Big Bang (Joe Don Baker)
- 1984 : 2010 : L'Année du premier contact : Dimitri Moisevitch (Dana Elcar)
- 1984 : Don Camillo : Binella (Franco Diogene)
- 1984 : Star Trek 3 : À la recherche de Spock : Commandant Kruge (Christopher Lloyd)
- 1984 : Iceman  : Charlie (John Lone)
- 1985 : Rocky 4 : Nicoli Koloff (Michael Pataki)
- 1985 : Cluedo : Le film : Colonel Moutarde (Martin Mull)
- 1985 : L'Homme à la chaussure rouge : Ross (Charles Durning)
- 1985 : After Hours : Le chauffeur de taxi (Larry Block (en))
- 1985 : À double tranchant : Fabrizi (Louis Giambalvo)
- 1986 : Hannah et ses sœurs : Dr. Grey (Fred Melamed)
- 1986 : Delta Force : Harry Goldman (Joey Bishop)
- 1987 : Baby Boom : Merle White (William Frankfather)
- 1987 : Sens unique : Sam Hesselman (George Dzundza)
- 1988 : La main droite du diable : Dean (Robert Swan)
- 1988 : Le Retour des tomates tueuses : Sam Smith (Frank Davis)
- 1989 : Mais qui est Harry Crumb ? : Harry Crumb (John Candy)
- 1989 : Une saison blanche et sèche : Ian McKenzie (Marlon Brando)
- 1989 : Road House : Stroudenmire (Jon Paul Jones)
- 1989 : Les Fous de la pub : Le traducteur de M. Yamashita (Robert Ito)
- 1991 : Beignets de tomates vertes : Ed Couch (Gailard Sartain)
- 1991 : Junior le terrible 2 : Smith (Paul Willson)
- 1992 : Fais comme chez toi ! : Karol (Vasek Simek)
- 1992 : La Loi de la nuit : Marty Kaufman (Barry Squitieri)
- 1993 : Chasse à l'homme : Randall poe (Elliot Keener)
- 1993 : Tombstone : Le Marshall Fred White (Harry Carey Jr.)
- 1994 : Les Complices : Ray (Eugene Levy)
- 1994 : Le Silence des jambons : Dr. Animal Cannibal Pizza (Dom DeLuise)
- 2004 : Garfield : Spanky (voix) (Jimmy Kimmel)
- 2005 : Burt Munro : Jake (Saginaw Grant)
- 2005 : Le Territoire des morts : Pillsbury (Pedro Miguel Arce)
- 2006 : Garfield 2 : Winston (voix) (Bob Hoskins)
- 2006 : X-Men : L'Affrontement final : Le Président des États-Unis (Josef Sommer)
- 2006 : Little Miss Sunshine : l'officier McCleary (Dean Norris)
- 2010 : The Killer Inside Me : Chester Conway (Ned Beatty)
- 2010 : Arthur 3 : La guerre des deux mondes : le maire de Daisy Town (Norman Stokle)

#### Films d'animation
- 1943[5] : Petit Poulet (Chicken Little) : Renard Vantard
- 1976 : Les Douze Travaux d'Astérix : Cylindric le germain
- 1977 : La Ballade des Dalton : Pancho, Walt
- 1978 : Le Petit Âne de Bethléem : un acquéreur
- 1985 : Astérix et la Surprise de César : Briseradius
- 1986 : Fievel et le Nouveau Monde : Papa Souriskewitz / Boniface de Rat
- 1986 : Basil, détective privé : Un citoyen
- 1986 : La Guerre des robots : Bumblebee
- 1986 : Astérix chez les Bretons : Stratocumulus
- 1987 : Pinocchio and the Emperor of the Night : Scalawag
- 1989 : Astérix et le Coup du menhir : le centurion Caius Faipalgugus
- 1990 : La Bateau Volant : le père de Piotr, le vieil homme, l'Ouie fine
- 1991 : Fievel au Far West : Papa Souriskewitz
- 1992 : Les Mille et Une Farces de Pif et Hercule : Monsieur Grochoux
- 2001 : Metropolis : Dr. Laughton

### Télévision

#### Téléfilms
- 1975 : La Nuit qui terrifia l'Amérique : Peter Vanderhoff (Ed Bakey)
- 1976 : Victoire à Entebbé : Yakov Shlomo (Theodore Bikel)
- 1986 : L'Épée de Gédéon : le père d'Avner (John Hirsch)
- 1996 : Opération Alf : le général Myron Stone (John Schuck)

#### Séries télévisées
- Le Renard :
  - 1979 :
    - Franz Millinger (Henning Schlüter) (Saison 3)
    - Dr. Albert Koll (Werner Kreindl (de)) (Saison 3, épisode 1 : Le précipice)
    - Willy Pelz (Joachim Wichmann (de)) (épisode 11 : Une grande famille)

  - 1980 : 
    - Ekkehard Martinek (Claus Biederstaedt) (Saison 4, épisode 8 : Amour fraternel)
    - Herbert Smolka (Walter Sedlmayr) (épisode 10 : Un ami)

  - 1981 : Josef Gerber (Udo Thomer (de)) (Saison 5, épisode 3 : Jusqu'à la mort)
  - 1986-2004 : le commissaire Leo Kress (Rolf Schimpf)
- Inspecteur Derrick :
  - 1977 : Matis, le veilleur de nuit au dépôt postal (Franz Gary (de)) (ép. 33 : La note)
  - 1982 : Wilhelm Dettmers (Wolfgang Reichmann) (ép. 96 : Un faux frère)
  - 1988 :  Werner Rutger (Siegfried Lowitz) (ép. 170 : Une sorte de meurtre)
  - 1990 :  Wirt (Peter Kuiper (de)) (ép. 185 : Judith)
  - 1993 : Kowalski (Stefan Wigger (de)) (ép. 230 : Un objet de désir)
  - 1994 : Rudolf Kaspers (Stefan Wigger (de)) (ép. 237 : Serrons-nous la main)
  - 1994 : Sasse, le père de Bruno (Ernst Jacobi (de)) (ép. 242 : Dîner pour Bruno)
- Arabesque :
  - 1985 : Ray Kravitz (Gerald S. O'Loughlin) (S01-E15)
  - 1985 : Pat Patillo (Warren Berlinger) (S01-E16)
  - 1985 : Ralph Leary (Mills Watson) (S01-E18)
  - 1985 : Buster Bailey (Joey Bishop) (S01-E20)
  - 1985 : Howard Crane (Laurence Luckinbill) (S02-E07)
  - 1986 : Lt. Casey (Ray Girardin) (S02-E17)
  - 1987 : Marty Giles (Ron Masak) (S03-E19)
  - 1987 : Bishop Patrick Shea (Robert Prosky) (S04-E04)
  - 1987 : Amos Tupper (Tom Bosley) (S04-E07, 10 et 12)
  - 1988 : Jonathan Keeler (Elliott Reid) (S04-E15)
  - 1988 : Lancaster (John Rhys-Davies) (S05-E01)
  - 1988-1996 : Sheriff Mort Metzger (Ron Masak) (38Ep.)
  - 1989 : Prof Leon Walker (E. G. Marshall) (S05-E15)
  - 1989 : Sgt Tugman (Ken Swofford) (S05-E16)
  - 1989 : Peter Stuyvesant (Peter Van Norden) (S06-E01)
  - 1990 : Sheriff Ed Ten Eyck (David Huddleston) (S06-E12)
  - 1990 : Mr Sugarman (Warren Berlinger) (S06-E15)
  - 1990 : Sgt Bulldog Kowalski (Sheldon Leonard) (S06-E16)
  - 1990 : Sheriff Barnes (William Lucking) (S06-E20)
  - 1990 : Constantin Stavros (Nehemiah Persoff) (S07-E08)
  - 1991 : Dr John Logan (Jack Kruschen) (S07-E21)
  - 1991 : Lt Jack Boyle (Eugene Roche) (S08-E01)
  - 1991 : Captain Jim Lupinski (Al Pugliese) (S08-E02)
  - 1991 : uge Robert Henley (Logan Ramsey) (S08-E06)
  - 1991 : Yuri Lermentov (Theodore Bikel) (S08-E10)
  - 1992 : Jason McNamara (Michael Aldredge) (S09-E04)
  - 1992-1994 : Lt. DiMartini (Jon Polito) (S09-E05 et S10-E20)
  - 1992 : Tony Sable (Frederick Coffin) (S09-E06)
  - 1993 : Sheriff Barnes (William Lucking) (S09-E14)
  - 1993 : Vinnie (Don Calfa) (S09-E21)
  - 1993 : Pete (John Dennis) (S10-E02)
  - 1993 : Dennis Moylan (Dakin Matthews) (S10-E07)
  - 1994 : Barry Noble (Charles Hallahan) (S11-E06)
  - 1995 : Todd Hawkins (Biff Yeager (en)) (S12-E03)
  - 1995 : Arthur Joyce (John Karlen) (S12-E06 et 07)
  - 1995 : Tomaso Ciurillo (Anthony Ponzini) (S12-E08)
  - 1995 : Felix Wesker (Craig Richard Nelson) (S12-E09)
  - 1995 : Kyle McGregor (Don Bovingloh) (S12-E10)
  - 1996 : Ikuma Nakata (George Cheung) (S12-E12)
  - 1996 : Culligan (Ray Young) (S12-E13)
  - 1996 : Arvin Brucknell (Michael Morse) (S12-E17)
  - 1996 : Juan (James Victor) (S12-E18)
- Columbo :
  - 1992 : Mr. Marosco (Steven Hill) (ép.47 : Ombres et lumières)
  - 1992 : Kardarsian (Avner Garbi) (ép.47 : Ombres et lumières)
  - 1992 : Le Maire (David Huddleston) (ép.51 : Tout finit par se savoir)
  - 1992 : Joe (Joe Bellan) (ép.53 : L’enterrement de Madame Columbo)
  - 1992 : Connolly (Michael Alldredge) (ép.53 : L’enterrement de Madame Columbo)
  - 1993 : Joe Doyle (Jim Antonio) (ép.56 : Criminologie appliquée)
- 1971-1980 : Cannon : Frank Cannon (William Conrad) (2e voix)
- 1976-1978 : Les Têtes brûlées : Lieutenant Jerry Bragg (Dirk Blocker)
- 1977 : Jésus de Nazareth : le centurion (Ernest Borgnine)
- 1986 : L'Agence tous risques : Josh Curtis (Sandy McPeak) (2e voix - saison 5, épisode 2)
- 1987-1992 : La loi est la loi : Jason McCabe (William Conrad)
- 1988 : Cosby Show : Dr. Herbert (John Amos) (saison 5, épisode 2)
- 1989-1993 : Code Quantum : voix de divers personnages récurrents
- 1993-1994 : Homicide : l'inspecteur Steve Crosetti (Jon Polito)
- 1997-2007 : Mission sauvetages : voix secondaires
- 1998-2008 : Siska : le commissaire Jacob Hahne (Werner Schnitzer)
- 2002 : Monk : le logeur / la voix de la fête foraine (saison 1, épisode 5)
- Papa Schultz : Leon Askin et Howard Caine

#### Séries d'animation
- 1977-1978 : Rémi sans famille : Alain
- 1979-1981 : Ulysse 31 : le Doge
- 1982-1983 : Les Mystérieuses Cités d'or : Perez, Kraka
- 1983-1986 : Inspecteur Gadget : le chef Gontier (voix principale)
- 1985-1988 : Dingo : Dingo[6] (2e voix)
- 1985 : Jayce et les Conquérants de la Lumière : Vantu
- 1986 : Les Entrechats : Brutus
- 1992 : Omer et le fils de l'étoile : Hoot
- 2005 : American Dad! : Voix additionnelles

### Direction artistique

#### Télévision

##### Séries télévisées
- Les Aventures de Sinbad
- Earl (saisons 2 à 4)
- Fashion House
- Homicide
- Inspecteur Frost
- Meurtres en haute société
- New York, police judiciaire (saisons 1 à 14)
- Pepper Dennis
- The Pitts
- Siska

### Médias externes
- Interview de Roger Lumont avec Boris jeanson Béteille sur You Tube
- La Loi est la Loi - Interview de la voix française de W.Conrad sur You Tube